# Fångad (TV-serie)
Fångad (originaltitel Trapped och Castaway) är en australisk barn-TV-serie från 2008 och med en säsong 2 från 2009, regisserad av Jeremy Rice, Ben Young, Sam Barrett, Claire Marshall och Paul Komadina. Serien består av två säsonger med 26 avsnitt vardera som är cirka 22 minuter långa. 
Fångad är inspelad vid Broomes kust i västra Australien. På originalspråk (engelska) heter seriens första säsong Trapped och den andra säsongen från 2009 fick namnet Castaway. Serien har olika intron och redigering från säsong 1 till 2. På SVT Barnkanalen i Sverige gick seriens båda säsonger under namnet Fångad; serien var mycket populär och sänds i repris 2020.
Fångas säsong 2 visades första gången i Sverige på Barnkanalen från 1 november till 6 december 2010. Säsong 2 visades i Sverige före den australienska premiären den 12 februari 2011 på Seven Network.

## Handling
Fångad, säsong 1 (Trapped).
Serien handlar om en grupp av sju barn och två vuxna. De bor på en ö i Australien och deras föräldrar är forskare som jobbar på en annan ö där det finns en forskningsstation. Barnens föräldrar kommer inte tillbaka från hemön och barnen får ingen kontakt med dem. De enda vuxna hos barnen är huvudforskarens assistent och en vaktmästare. Barnen blir fast i ett farligt paradis. Ingen vet vad som hänt deras föräldrar, ingen vet vem som kollar på en när man går genom skogen och ingen vet vem man kan lita på och hur de ska komma bort från ön.
Fångad, säsong 2 (Castaway).
På forskningsstationsön hölls deras föräldrar som gisslan av huvudforskaren Dr. Hamilton och hans armé. Båten som barnen kom dit med blev kapad av vaktmästaren Rob som flydde ensam och gjorde barnen strandsatta på forskningsön. Efter 6 månader där byggde de en flotte men ute på havet slets den sönder av en storm och de alla kom ifrån varandra och hamnade på olika öar. Nu måste de hitta varandra och hitta sina föräldrar.

## Rollista
- Benjamin Jay - Ryan Cavaner
- Maia Mitchell - Natasha Hamilton
- Marcel Bracks - Rob Frazer
- Anthony Spanos - Josh Jacobs
- Mikayla Southgate - Jarrah Haddon
- Natasha Phillips - Lily Taylor
- Matilda Terbio - Emma Taylor
- Kim Walsh as Maggie Monks
- Brad Albert - Gabe